# Tu t'e scurdat' 'e me
Tu t'e scurdat' 'e me è un singolo del cantante italiano Liberato, pubblicato il 9 maggio 2017 come secondo estratto dal primo album in studio Liberato.
La canzone è stata certificata con il disco di platino.

## Video musicale
Il videoclip, diretto da Francesco Lettieri, è stato pubblicato in concomitanza con il lancio del singolo sul canale YouTube del cantante.
Tu t’e scurdat’ ‘e me è il racconto di una storia d’amore, nata e vissuta in una città, Napoli, che scorre nelle vene dei protagonisti del video (Demetra Avincola e Adam Jendoubi). Liberato nelle sue parole ci parla così dei suoi personaggi, della sua città e del rapporto inscindibile che li lega in un amore nato fra Mergellina, Procida e Forcella.

## Tracce
1. Tu t'e scurdat' 'e me – 4:01 (Liberato)